# 褐毛石楠
褐毛石楠（学名：Photinia hirsuta）是蔷薇科石楠属的植物，是中国的特有植物。分布于中国大陆的安徽、湖南、浙江、江西、福建等地，一般生于山坡疏林中，目前尚未由人工引种栽培。